# گئورگ فون لانگسدورف
گئورگ هاینریچ فرایهر فون لانگسدورف (Georg Heinrich Freiherr von Langsdorff) (زادهٔ ۸ آوریل ۱۷۷۴ – درگذشتهٔ ۹ ژوئن ۱۸۵۲)، طبیعت‌گرا و کاوشگر آلمانی و همچنین یک دیپلمات روسی بود که بیشتر با نام روسی‌اش، گریگوری ایوانوویچ لانگسدورف (Grigori Ivanovich Langsdorf) شناخته می‌شود.
او به عنوان طبیعت‌گرا و پزشک در نخستین سفر جهانی روسیه با کشتی که از ۱۸۰۳ تا ۱۸۰۵ میلادی، شرکت کرد. چندی بعد او به عنوان قنسول عمومی روسیه در ریو دو ژانیرو، برزیل معرفی شد. از آنجا او سفرهای اکتشافی را به میناز ژرایس (۱۸۱۳ تا ۱۸۲۰ میلادی) و سفر اکتشافی لانگسدورف به جنگل آمازون را که از ۱۸۲۵ تا ۱۸۲۹ میلادی به طول انجامید، برگزار نمود.

## زندگی
گئورگ هاینریچ لانگسدورف در آوریل ۱۷۷۴ میلادی در وولشتاین، در ناحیهٔ پالاتینات، امپراتوری مقدس روم به‌دنیا آمد. او در رشته طب و تاریخ طبیعی در دانشگاه گوتینگن، آلمان تحت نظر یوهان فریدریش بلومنباخ آموزش دیده و در ۱۷۹۷ میلادی مدرک دکترای خود را در طب و جراحی کسب کرد.
او در همان سال، کریستیان آگست که شاهزاده والدیک و پیرمونت و فیلد مارشال ارتش زمینی پرتغال بود را تا لیسبون مشایعت کرد. با این حال، پس از مرگ شاهزاده کریستیان در ۱۷۹۸ میلادی، او یک مطب پزشکی شخصی باز کرد و متعاقب آن سمتی را به عنوان جراح نیروهای انگلیسی در پرتغال پذیرفت. پس از معاهده آمین، او از لندن و پاریس دیدار نموده و به گوتینگن بازگشت.
او در ۲۹ ژانویه ۱۸۰۳ به عنوان عضو و پژوهشگر آکادمی علوم امپراتوری روسیه گماشته شد. او درخواست نمود تا به خدمه نخستین سفر جهانی روسیه از کشتی ملحق شود، اما یک نامه رد محترمانه دریافت کرد؛ کشتی‌های این سفر دریایی تنها طبیعت‌گرا رسمی از کپنهاگ را می‌پذیرفتند. روزی که او نامه را دریافت نمود، گوتینگن را ترک نموده و پس از هفت روز به کپنهاگ رسید، جاییکه کشتی‌های روسی هنوز هم در لنگرگاه بود. او که برای سفیر روسیه در ژاپن نیکولای رزانوف التماس نموده و توسط کاپیتان آدام یوهان فرون کروسنسترن حمایت می‌گردید، اجازه پیوستن او به سفر اکتشافی اعطاء گردید.

### سفر دریایی روسیه به اطراف دنیا
لانگسدورف، به عنوان طبیعت‌گرا و پزشک در سفر اکتشافی روسیه به رهبری کروسنسترن، از ۱۸۰۳ تا ۱۸۰۵ میلادی شرکت کرد. در این سفر دریایی، او از فالموث در انگلستان، تنریف در جزایر قناری، جزیره سانتا کاتارینا در برزیل، نوکو هیوا، جزایر هاوایی، کامچاتکا و ژاپن دیدار نمود.
زمانی که سفر اکتشافی به کامچاتکا بازگشت نمود، او همراه با سفیر نیکولای رزانوف سفر اکتشافی را ترک نموده و راهی ساحل شمال‌شرقی شمال آمریکا شد. او مناطق آلیوتی، کودیاک و سیتکا را اکتشاف نمود؛ از سان فرانسیسکو توسط کشتی به سیبری بازگشت نمود، از آنجا از طریق زمین به‌سوی سن پترزبورگ حرکت نموده و در ۱۸۰۸ میلادی به آنجا رسید.
او در جریان سفر خود با مشکلات گوناگونی روبرو شد. به عنوان مثال در برزیل، رطوبت باعث فاسد شدن نمونه‌های گیاهی او شده و مورچه‌ها آمدند و حشراتی را که او گردآوری نموده بود، خوردند. در راه بازگشت به سن پترزبورگ، او بخشی از هرباریوم گیاهی خود را در لنا، میان یاکوتسک و ایرکوتسک، از دست داد. با این حال، او توانست یافته‌های خود را در کتابی تحت عنوان نباتات گردآوری شده در جریان سفر اکتشافی روسیه به اطراف دنیا: سفراکتشافی به رهبری آقای. کروسنسترن (Plantes recueilles pendant le voyage des Russes autour du monde: expédition dirigée par M. de Krusenstern) در ۱۸۱۰ میلادی منتشر نماید.

## برزیل

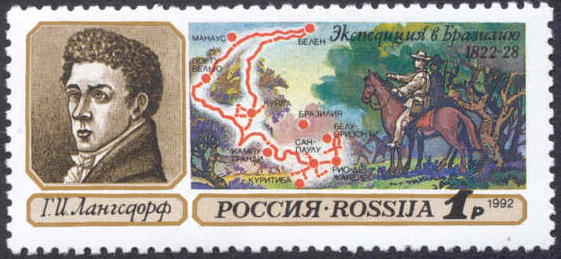
پرتره ای از لانگسدورف و مسیر اکتشافی‌اش در امتداد فلات برزیل.

لانگسدورف در ۱۸۱۳ میلادی به عنوان قنسول عمومی روسیه در ریو دو ژانیرو، برزیل معرفی شد. او یک مزرعه (به‌نام «ماندیوکا» یا مانیوک) را در شمال ریو خریداری نموده و به گردآوری نباتات، حیوانات و مواد معدنی پرداخت. او از طبیعت‌گراان و دانشمندان خارجی مانند یوهان باپتیست فون اشپیکس (۱۷۸۱ – ۱۸۲۶ میلادی) و کارل فردریش فیلیپ فون مارتیوس (۱۷۹۴ – ۱۸۶۸ میلادی) میزبانی و حمایت نموده و از ۱۸۱۳ تا ۱۸۲۰ میلادی در همراهی با طبیعت‌گرا فرانسوی آگوستین سنت-هیلایر، به اکتشاف گیاهان، جانوران و جغرافیای ولایت میناز ژرایس پرداخت.

### سفر اکتشافی لانگسدورف
در ۱۸۲۱ میلادی، او به الکساندر یکم، امپراتور روسیه و آکادمی علوم پیشنهاد رهبری یک سفر اکتشافی و علمی بلندپروازانه از سائو پائولو تا پارا، در جنگل‌های آمازون، را از طریق یک مسیر رودخانه‌ای ارایه کرد. در مارس ۱۸۲۲ میلادی، او در مشایعت با دانشمندان ادوارد مینیترایس (۱۸۰۲ – ۱۸۶۱ میلادی)، لدویگ ریدیل (۱۷۶۱ – ۱۸۶۱ میلادی)، کریستیان هسی و نیستر روبتسوف (۱۷۹۹ – ۱۸۷۴ میلادی) که مسئولیت مشاهدات جانورشناختی، گیاه‌شناختی، ستاره‌شناختی و نقشه‌کشی را در جریان این سفر اکشتافی برعهده داشتند، به ریو بازگشت. بارون لانگسدورف، به هدف تصویربرداری و مستندسازی یافته‌های خود، نقاش‌های چون هیرکولوس فلورنس، یوهان موریتز روجنداس و آدرین تاونای را استخدام نمود. مخترع دوچرخه، کارل درایس نیز در این سفر اکتشافی شرکت نمود.
پس از تدارکات طولانی مدت، سفر اکتشافی لانگسدورف با ۷ قایق و ۴۰ نفر سرنشین پورتو فلیز را از طریق رودخانه تییی‌تی در ۲۲ ژوئن ۱۸۲۶ ترک نموده و در ۳۰ ژانویه ۱۸۲۷ به کویابا در ماتو گروسو رسید. پس از آن، سفر اکتشافی به دو گروه تقسیم شد: گروه اولی با لانگسدورف و فلورنس، توانست پس از پشت سر گذاشتن مشکلات و مشقت‌های فراوان در ۱ ژوئیه ۱۸۲۸ به سانتاری در رود آمازون برسد. بیشتر اعضای این سفر اکتشافی، از جمله بارون لانگسدورف، به بیماری‌های گرمسیری (به احتمال زیاد، تب زرد) مبتلا شدند. او در ماه می ۱۸۲۸ در رود جوروینا، در نتیجه حملات بیماری تب زرد به زوال عقل مواجه شد. آدرین تاونای در اثر غرق شدن در رود گوآپوره درگذشت و روجنداس قبل از اینکه به رودخانه برسد، سفر اکتشافی را ترک کرد. از این‌رو، تنها فلورنس در تمام این مدت در سفر اکتشافی باقی ماند. دو گروه سفر اکتشافی در شهر بلم دوباره باهم متحد شدند، از طریق کشتی به ریو دی ژانیرو بازگشت نموده و پس از سپری کردن سه سال و طی نمودن ۶٬۰۰۰ کیلومتر از آغاز سفر در ۱۳ مارس ۱۸۲۹ به ریو رسیدند.
کلکسیون‌های علمی زیادی به موزه کنستکامیرا آورده شد که بعداً مبنای کلکسیون‌های آمریکای جنوبی موزه‌های روسی را شکل داد. هرچند، اسناد غنی علمی این سفر که حاوی مشخصات و اکتشافاتی در حوزه‌های جانورشناسی، گیاه‌شناسی، کانی‌شناسی، پزشکی، زبان‌شناسی و قوم‌نگاری بود و توسط این سفر اکتشافی به سن پیترزبورگ فرستاده شده بود، برای یک قرن منتشر نگردیده و در بایگانی ناپدید شده بود. این اسناد بعداً در ۱۹۳۰ میلادی توسط پژوهشگران شوروی در صندوق بایگانی آکادمی علوم اتحاد جماهیر شوروی یافت گردید. بنابر سختی‌های سفر، تیم لانگسدورف موفق نشد نمونه‌های زیست‌شناختی زیادی گردآوری نموده یا آنها را به‌طور مفصل مورد مطالعه قرار دهد، از این‌رو بیشتر بررسی‌های آنها در حوزه جغرافیا و قوم‌نگاری می‌شد که حاوی اطلاعات جالبی در مورد مردمان بومی برزیل بود که آنها ملاقات نموده بودند، اما بیشتر آنها بعداً ناپدید گردید. امروزه، یک قسمت بزرگ از این مواد دوباره پیدا شده و حالا در موزه قوم‌شناختی، موزه جانورشناختی و در اتاق‌های مصون آکادمی علوم سن پترزبورگ نگهداری می‌شوند.
لانگسدورف مدتی کوتاهی پس از سفر اکتشافی لانگسدورف به آمازون، به اروپا بازگشت نموده و در ۱۸۵۲ میلادی بر اثر تب تیفوس در فرایبورگ، آلمان درگذشت.
مطالعهٔ تازه دریافته است که لانگسدورف ۱٬۵۰۰ نواده در برزیل دارد که مشهورترین آنها لوما دی اولیویرا، ملکه کارناوال برزیل، است.

## میراث
گونهٔ از ماهر زهرآگین آمریکای جنوبی، میکروروس لانگسدورف، به افتخار او نام‌گذاری شده‌است.
هنگام مراجعه به یک نام گیاه‌شناسی، کوته‌نوشت نویسنده، لانگسد. (Langsd.)، اشاره به این شخص به عنوان نویسنده دارد.

## رسانه
یک فیلم مستند با بازیگری آدریانا فلارسن، نواده هیرکولوس فلورنس که در کمپیناس – برزیل زندگی می‌کند، توسط شبکه تلویزیونی دیسکاوری ساخته شده‌است که بخشی از مسیر این سفر اکتشافی را طی می‌کند. این مستند همچنین از کلکسیون‌های موزه لانگسدورف سن پیترزبورگ دیدار نمود. ماوریکیو دیاس کارگردان این مستند بود.

## ارجاعات
1. ↑  الگو:German title Freiherr
2. ↑  Komissarov, B. N. (1966). "Brazil in the Accounts of the Participants of the Russian Expedition". Novaya I Noveyshaya Istoriya. 3: 115.
3. ↑  Langsdorff, G. H. von (1817). Voyages and Travels in Various Parts of the World: During the Years 1803, 1804, 1805, 1806, and 1807. Carlisle: George Philips.
4. ↑  Langsdorff, G.; Fischer, F. (1810). Plantes recueilles pendant le voyage des Russes autour du monde: expédition dirigée par M. de Krusenstern. Tubingue: J. G. Cotta Libraire. Retrieved 2 February 2021.
5. ↑  Beolens, Bo; Watkins, Michael; Grayson, Michael (2011). The Eponym Dictionary of Reptiles. Baltimore: Johns Hopkins University Press. xiii + 296 pp. شابک ‎۹۷۸−۱−۴۲۱۴−۰۱۳۵−۵. ("Langsdorff", p. 150).